# Van der Klaauw Laboratorium
Het Van der Klaauw Laboratorium, gelegen aan de Kaiserstraat 63 en de Sterrewachtlaan 1-4, in de Nederlandse stad Leiden, bestond uit een torengebouw uit 1957 en een singelgebouw uit 1962. De ook wel als Kaisertoren of Van der Klaauwtoren aangeduide hoogbouw was met een hoogte van 40 meter een van de hoogste gebouwen in het oude stadscentrum van Leiden, op de Meelfabriek na. Tot 2009 diende het complex als zoölogisch laboratorium met college- en practicumzalen van de Universiteit Leiden.
Het rechthoekige torengebouw, naar ontwerp van het Leidse architectenbureau H.A. van Oerle en J.J. Schrama, is in 1957 opgeleverd en genoemd naar Cornelis Jakob van der Klaauw, die in 1934 hoogleraar was in de Algemene Zoölogie. Het aangebouwde Singelgebouw of Paviljoen naar een ontwerp van Van Oerle, Schrama en Bos werd in 1962 geopend door minister Jo Cals.
Het poortgebouw aan de Sterrewachtlaan 1-3 is een gemeentelijk monument.
Sinds juli 2009 stonden toren en singelgebouw leeg. Het Vastgoedbedrijf van de Universiteit Leiden liet de gebouwen slopen om de grond met bouwplan en bouwvergunning te verkopen. Ondanks dat de toren in 2011 de winnaar was van de ‘Jonge Leidse Monumentenprijs 2011’ kregen de gebouwen geen beschermde status.

## Gebouw
Het torengebouw is ontworpen door het Leidse architectenbureau H.A. van Oerle en J.J. Schrama. Dit leverde eveneens het ontwerp voor het Singelgebouw, het architectenbureau was toen uitgebreid tot Van Oerle, Schrama en Bos. Het betonnen skelet van de toren was aan de binnenkant 28 meter hoog, waarbij de vloervelden vrij van kolommen waren waardoor de plattegrond vrij in te delen was. De buitenkant was bekleed met rode bakstenen en was kenmerkend vanwege het gesloten karakter. De ingang was niet aan de straatkant gelegen, zodat het concept van geslotenheid niet aangetast werd. In het kader van de percentageregeling maakte de Amsterdamse kunstenares Josje Smit een wandsculptuur in de gang op de eerste verdieping. Deze geglazuurde, keramieken sculptuur vat gestileerd de werkzaamheden van het zoölogisch laboratorium samen.

## Geschiedenis

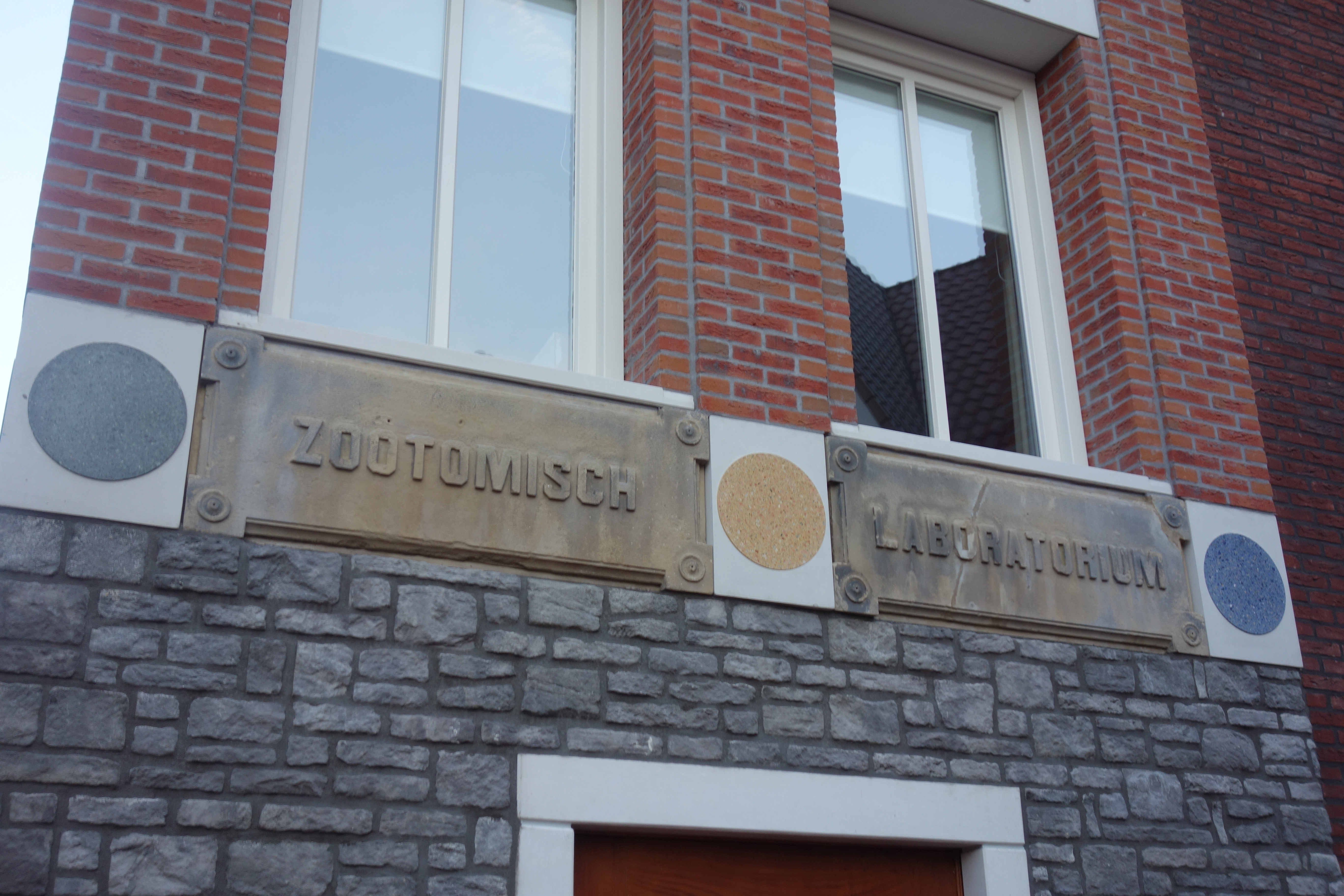
Gevelstenen Zootomisch Laboratorium (2017)

Aan de Witte Singel stond oorspronkelijk het Zoötomisch Laboratorium. Het werd in 1875 in gebruik genomen. Vanaf 1916 stond het bekend als Zoölogisch Laboratorium. Ondanks een extra etage was het lab niet opgewassen tegen de voortdurende groei van de studentenaantallen eind jaren 40 en begin jaren 50. Er werd besloten tot de bouw van een torengebouw op de plek van enkele woonhuisjes aan de Kaiserstraat. Het Zoölogisch Laboratorium zou in eerste instantie gehandhaafd blijven, maar wel na het gereedkomen van de toren volledig verbouwd worden. In 1958 was de toren gereed en werd als Van der Klaauw Laboratorium in gebruik genomen. Professor Van der Klaauw leverde een belangrijke bijdrage aan de wederopbouw van de universiteit, die tijdens de oorlog haar deuren had moeten sluiten. Van der Klaauw staat er ook om bekend dat hij de grondlegger was van de theoretische biologie, die aan de hand van modellen en theorie, bepaalde biologische verschijnselen kon verklaren. Hij bleef hoogleraar tot 1958, toen hij met pensioen ging.
Uiteindelijk werd de verbouwing van het oude gebouw niet langer doelmatig geacht, vanwege de onmogelijkheid de nieuwe laboratoria daarin onder te brengen. Derhalve werd in 1960 werd een compleet nieuw "singelgebouw" aanbesteed, waarbij weliswaar een deel van de oude fundering gehandhaafd zou blijven. De totale kosten werden begroot op f 1.600.000 en de ingebruikname werd voorzien in 1962. Eind 1960 werd het Zoötomisch Laboratorium gesloopt; de oorspronkelijke gevelstenen uit 1876 werden behouden en later ingemetseld in een muur van het singelgebouw aan de Sterrewachtlaan. Al op 2 februari 1961 werd de laatste paal geslagen voor het nieuwe gebouw, dat inderdaad in 1962 opgeleverd kon worden, al was de officiële opening en ingebruikname pas op 14 januari 1963.
In de jaren 70 waren er al plannen geweest om de faculteit te verplaatsen. Dit stuitte toen op protest van de biologen en de gemeente. Uiteindelijk verplaatste het zoölogisch onderzoek zich in juli 2009 toch naar het Silvius Laboratorium in het Bio Science Park, zodat het Van der Klaauw lab leeg kwam te staan. Tot 2009 werd het gebouw door anti-krakers bewoond, maar deze hebben het gebouw moeten verlaten.

## Sloop
Het Vastgoedbedrijf van de Universiteit Leiden heeft de Biologiegebouwen aan de Kaiserstraat gesloopt om de grond met bouwplan en bouwvergunning te verkopen. Er komen in totaal 12 herenhuizen, 1 poortwoning, 3 cottages, 16 appartementen, 1 penthouse en een ondergrondse parkeergarage met 53 plaatsen. Appartementen en penthouse komen in een nieuwe toren op de plaats van het Van der Klaauw Laboratorium. Behoud van de toren zou financieel niet verantwoord zijn, omdat het gebouw ongeschikt is om in te wonen.
Buurtbewoners maakten bezwaar tegen de sloop van de Van der Klaauwtoren en tegen het feit dat de nieuwbouw vijf meter hoger wordt dan het huidige pand. Vervolgens verzocht de Stichting Industrieel Erfgoed Leiden (STIEL) de toren aan te wijzen als beschermd gemeentelijk monument. Het Vastgoedbedrijf Universiteit Leiden bracht hier tegen in dat herbestemming van de bestaande toren veel minder geld zou opleveren dan het plan voor nieuwbouw. Dit werd bevestigd in een onafhankelijk onderzoek, uitgevoerd onder toezicht van de Historische vereniging Oud Leiden. Het Vastgoedbedrijf Universiteit Leiden stelde de meeropbrengst nodig te hebben voor de inmiddels uitgevoerde restauratie van het rijksmonument Sterrewacht Leiden. Ook omdat de gemeente vreesde anders een grote schadevergoeding te moeten betalen, werd het verzoek om de Van der Klaauwtoren aan te wijzen als gemeentelijk monument in 2010 afgewezen.
Vervolgens werd geprobeerd de toren door het Ministerie van Onderwijs, Cultuur en Wetenschap te laten aanwijzen als beschermd monument, zoals dat in het verleden was gebeurd met de daardoor behouden en gerestaureerde Anatomie- en Fysiologiegebouwen van de universiteit. Tijdens de toetsing door de Rijksdienst voor het Cultureel Erfgoed is de toren in voorbescherming genomen, hetgeen betekende dat er zonder speciale toestemming geen wijzigingen aan het gebouw konden worden aangebracht, laat staan dat er gesloopt kon worden. Uiteindelijk is het verzoek door de Rijksdienst voor het Cultureel Erfgoed afgewezen. De toren zou niet van zodanige (architectonische) betekenis zijn, dat hij als beschermd rijksmonument kan worden aangewezen. Wel vindt de dienst dat de toren lokaal en regionaal van belang is: "Het gebouw vertegenwoordigt architectuur- en cultuurhistorische kwaliteiten en is door zijn markante ligging en plompe hoogte ook van stedenbouwkundige betekenis, met name voor de stad Leiden en de universiteit."

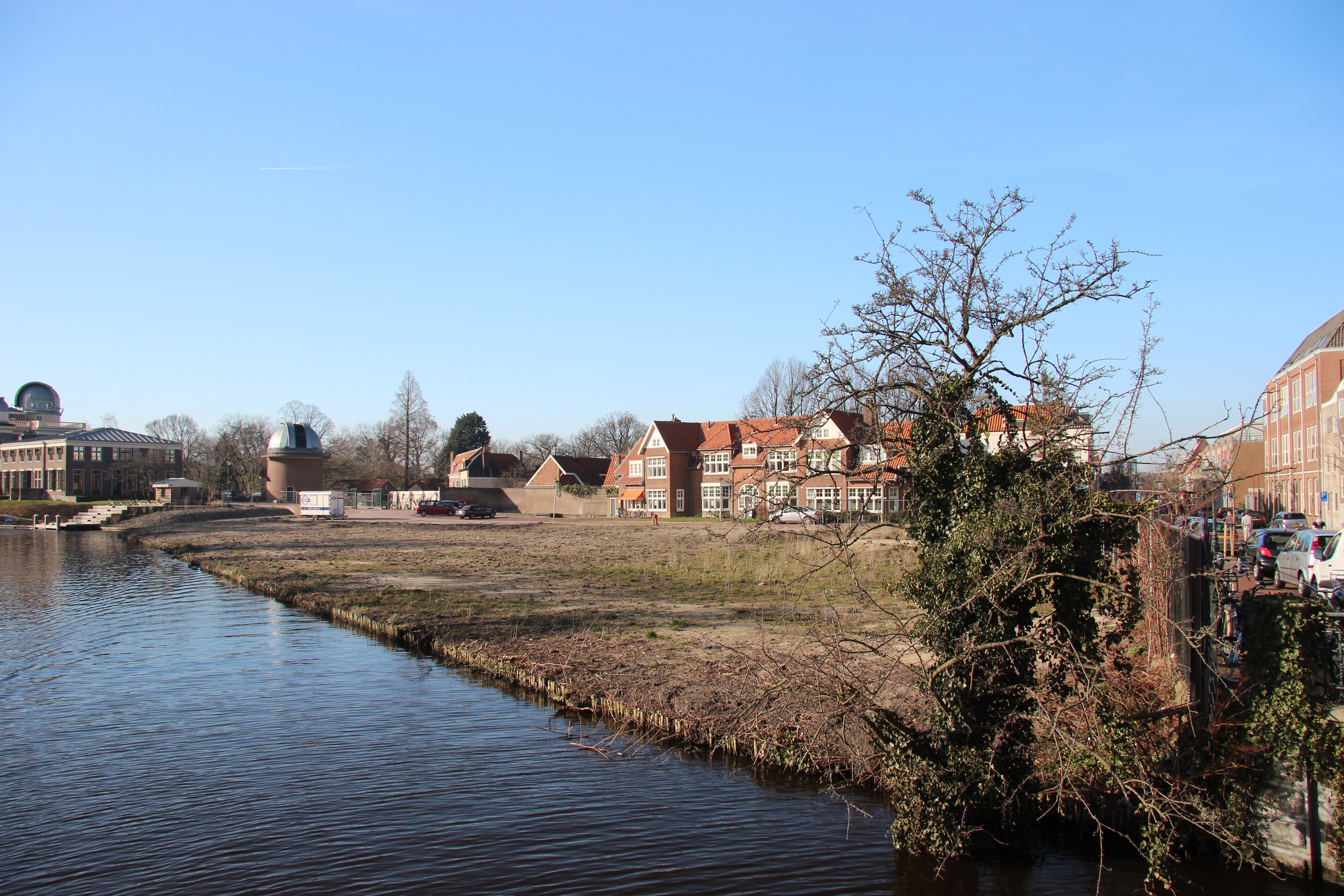
Na de sloop (maart 2014)

Nadat begin maart 2012 de sloop al was gestart, werd opnieuw een poging tot behoud gedaan, onder andere met het voorstel van projectontwikkelaar Menno Smitsloo om het gebouw over te nemen en zonder sloop te herontwikkelen.
Hoewel de sloop - om andere redenen - binnen enkele dagen alweer werd stilgelegd heeft uitstel niet geleid tot afstel.

## Nieuw stadspark?
Melanie Schultz van Haegen was als buurtbewoonster na de sloop een voorstandster van een nieuw stadspark op de open plek waar het Van der Klaauw Laboratorium stond: "Niet volbouwen zou ik zeggen. Liever een park of een stadsstrand." Walter van Peijpe, op dat moment gemeenteraadslid in Leiden voor GroenLinks, was voorstander van het inrichten van de open plek als tijdelijk stadsstrand.

## Nieuwbouw 'Wonen aan de Sterrewacht'
De Universiteit Leiden verkocht in 2014 het terrein inclusief bouwplan aan een projectontwikkelaar. Er kwamen onder meer twaalf herenhuizen aan de singel en zeventien appartementen in een woontoren. Begin 2015 werden alle (in 2017 opgeleverde) woningen binnen een maand verkocht. De Sterrenwachtlaan zelf is eigendom gebleven van de universiteit vanwege het bestemmingsverkeer naar de Sterrewacht en de naastliggende universitaire gebouwen. Dit geldt ook voor het groen langs de singel waar het Sterrenwachtpark werd aangelegd als onderdeel van het Singelpark.